# Canton de Marseille-Saint-Lambert
Le canton de Marseille-Saint-Lambert (ancien canton de Marseille-13) est une ancienne division administrative française située dans le département des Bouches-du-Rhône, dans l'arrondissement de Marseille.

## Composition
Le canton de Marseille-Saint-Lambert se composait d’une fraction de la commune de Marseille. Il comptait 25 572 habitants (population municipale) au 1er janvier 2012.
| Nom                                     | Code Insee | Intercommunalité                   | Population (dernière pop. légale)                |
| --------------------------------------- | ---------- | ---------------------------------- | ------------------------------------------------ |
| Marseille 7e Arrondissement (chef-lieu) | 13055      | Métropole d'Aix-Marseille-Provence | Fraction : 25 572(2012) Commune : 862 211 (2016) |

Il comprenait une partie du 7e arrondissement de Marseille correspondant aux quartiers suivants :
- Saint-Lambert
- Le Pharo
- Les Catalans
- Corniche Kennedy
- Vallon des Auffes
- Vallon de l'Oriol
- Malmousque
- Samatan
- Endoume
- Bompard
- Le Roucas Blanc
- Les Iles

## Administration
| Période | Période | Identité          | Étiquette | Qualité |
| ------- | ------- | ----------------- | --------- | --- |
| 1973    | 1976    | François Sinapi   | DVG       | Ancien conseiller général du Canton de Marseille-11                                                                                    |
| 1976    | 1982    | Robert Vigouroux  | PS        | Professeur de médecine à Marseille |
| 1982    | 2001    | Jean Roatta       | UDF-DL    | Artisan carrossier Député (1986-2011) Maire du 1er secteur de Marseille (1995-2008) Suppléant du député Jean-Claude Gaudin (1981-1986) |
| 2001    | 2008    | Robert Assante    | UMP       | Commercial Adjoint au maire de Marseille Suppléant du député Jean Roatta                                                               |
| 2008    | 2015    | Sabine Bernasconi | UMP       | Maire du 1er secteur de Marseille depuis 2014 Conseillère municipale de Marseille                                                      |

## Deux photos du canton
|  |  |

## Démographie
| 1982 | 1990   | 1999   | 2006   | 2011   | 2012   |
| ---- | ------ | ------ | ------ | ------ | ------ |
| -    | 38 372 | 40 816 | 25 533 | 25 742 | 25 572 |